# Triplectides altenogus
Triplectides altenogus là một loài Trichoptera trong họ Leptoceridae. Chúng phân bố ở miền Australasia.